# Crassula multicaulis
Crassula multicaulis (лат.) — вид суккулентных растений рода Толстянка (Crassula) семейства Толстянковые (Crassulaceae), эндемично произрастающий на территории Новой Зеландии.

## Название
Родовое латинское название Crassula происходит от латинского слова crassus, — «толстый», в основном из-за присутствия у растений этого рода сочных листьев.
Видовой эпитет multicaulis происходит от лат. multi – «много» и лат. caulis – «стебель»; многостебельный.

## Ботаническое описание
Однолетнее или недолговечное многолетнее растение, формирующее темно-красные, розовые или зеленые моховые коврики. Стебли изначально полегающие, но вскоре восходят и укореняются в узлах, сильно разветвленные от основания, с ветвями, достигающими до 60 мм в высоту. Листья у основания сросшиеся, размером 1-3 х 0,6-0,7 мм, с толщиной 0,3-0,4 мм, треугольно-ланцетные, сверху плоские, а снизу сильно выпуклые и килеватые; вершина очень острая, обычно заметно остроконечная.
Цветки одиночные в пазухах верхних листьев, ароматные, звездчатые, с диаметром 3,5-5 мм; цветоножки длиной 2(-5) мм, удлиняющиеся при плодоношении. Доли чашечки треугольные, размером 0,5-0,8 х 0,5-0,6 мм, острые, обычно с остроконечной вершиной. Лепестки широкоэллиптически-яйцевидные, размером 1,6-1,8х1,3 мм, белые, розовые или розово-розовые, с закругленной вершиной; чашечка значительно больше. Листовки гладкие. Семена длиной 0,5 мм.

## Распространение и экология
На Северном острове данный вид известен только по одной старой находке с мыса Паллисер. На Южном острове он встречается в малом количестве в регионах Северо-Западного Нельсона, южного Мальборо и Кентербери, а также в Северном и Центральном Отаго.
Вид обитает на прибрежных территориях, распространяясь от низменных до альпийских регионов (от 0 до 1800 м над уровнем моря) на открытых, сезонно влажных почвах, таких как глинистые или солончаковые равнины, а также на окраинах озер. Его также можно встретить в разветвленных руслах рек.

## Таксономия
Crassula multicaulis (Petrie) A.P.Druce & Given, первое упоминание в New Zealand J. Bot. 22: 583 (1984 publ. 1985).

### Синонимы
Гомотипные (основанные на одном и том же номенклатурном типе):
- Tillaea multicaulis Petrie

## Размножение
Растение легко размножается из свежих семян и стеблевых черенков.

## Угрозы
Полевые исследования показывают, что этот вид находится под серьезной угрозой. Его естественные местообитания в настоящее время подвергаются значительной деградации или захвачены экзотическими сорняками. В ходе полевых исследований было обнаружено всего лишь две небольшие популяции на умеренно высоких высотах, где уровень деградации был меньше, но все еще присутствовал. Северный остров почти не имеет данных о наличии этого вида с 1950-х годов, а к северу от Отаго он встречается редко, с известным лишь одним местом в районе площадью 1000 акров на северо-западе Нельсона.